# Scapania rigida
Scapania rigida là một loài rêu trong họ Scapaniaceae. Loài này được Nees mô tả khoa học đầu tiên năm 1844.